# Canton de Saint-Apollinaire
Le canton de Saint-Apollinaire est une circonscription électorale française du département de la Côte-d'Or créée par le décret du 18 février 2014 et entrée en vigueur lors des élections départementales de 2015.

## Histoire
Un nouveau découpage territorial de la Côte-d'Or entre en vigueur à l'occasion des élections départementales de mars 2015, défini par le décret du 18 février 2014, en application des lois du 17 mai 2013 (loi organique 2013-402 et loi 2013-403). Les conseillers départementaux sont, à compter de ces élections, élus au scrutin majoritaire binominal mixte. Les électeurs de chaque canton élisent au Conseil départemental, nouvelle appellation du Conseil général, deux membres de sexe différent, qui se présentent en binôme de candidats. Les conseillers départementaux sont élus pour 6 ans au scrutin binominal majoritaire à deux tours, l'accès au second tour nécessitant 12,5 % des inscrits au 1er tour. En outre la totalité des conseillers départementaux est renouvelée. Ce nouveau mode de scrutin nécessite un redécoupage des cantons dont le nombre est divisé par deux avec arrondi à l'unité impaire supérieure si ce nombre n'est pas entier impair, assorti de conditions de seuils minimaux. Dans la Côte-d'Or, le nombre de cantons passe ainsi de 43 à 23. Le canton de Saint-Apollinaire est formé de communes des anciens cantons de Dijon 2e Canton, de Mirebeau-sur-Bèze, de Fontaine-Française, de Dijon 1er Canton.

## Représentation
| Période élective | Période élective | Mandat | Mandat   | Identité          | Nuance | Nuance | Qualité                                                                                      |
| ---------------- | ---------------- | ------ | -------- | ----------------- | ------ | ------ | -------------------------------------------------------------------------------------------- |
| 2015             | 2021             | 2015   | 2021     | Christine Richard |        | DVD    | Psychologue Adjointe au maire de Saint-Apollinaire jusqu'en 2020                             |
| 2015             | 2021             | 2015   | 2021     | Laurent Thomas    |        | LR     | Médecin, maire de Mirebeau-sur-Bèze Ancien conseiller général du canton de Mirebeau-sur-Bèze |
| 2021             | 2028             | 2021   | en cours | Christine Blanc   |        | DVD    | Cadre de la fonction publique Adjointe au maire de Varois-et-Chaignot                        |
| 2021             | 2028             | 2021   | en cours | Laurent Thomas    |        | LR     | maire de Mirebeau-sur-Bèze                                                                   |

### Résultats détaillés

#### Élections de mars 2015
À l'issue du 1er tour des élections départementales de 2015, deux binômes sont en ballottage : Christine Richard et Laurent Thomas (Union de la Droite, 31,46 %) et Sylvie Beaulieu et Franck Gaillard (FN, 27,48 %). Le taux de participation est de 55,83 % (11 337 votants sur 20 306 inscrits) contre 53,86 % au niveau départemental et 50,17 % au niveau national.
Au second tour, Christine Richard et Laurent Thomas (Union de la Droite) sont élus avec 64,8 % des suffrages exprimés et un taux de participation de 54,75 % (6 378 voix pour 11 113 votants et 20 297 inscrits).

#### Élections de juin 2021
Le premier tour des élections départementales de 2021 est marqué par un très faible taux de participation (33,26 % au niveau national). Dans le canton de Saint-Apollinaire, ce taux de participation est de 35,76 % (7 556 votants sur 21 127 inscrits) contre 36,24 % au niveau départemental. À l'issue de ce premier tour, deux binômes sont en ballottage : Christine Blanc et Laurent Thomas (DVD, 70,49 %) et Alice Royer et Jonathan Soyer (RN, 29,51 %).
Le second tour des élections est marqué une nouvelle fois par une abstention massive équivalente au premier tour. Les taux de participation sont de 34,3 % au niveau national, 37,05 % dans le département et 37,31 % dans le canton de Saint-Apollinaire. Christine Blanc et Laurent Thomas (DVD) sont élus avec 72,92 % des suffrages exprimés (5 273 voix pour 7 882 votants et 21 127 inscrits),,.

## Composition
Le canton de Saint-Apollinaire comprenait 37 communes entières à sa création.
| Nom                                       | Code Insee | Intercommunalité            | Superficie (km2) | Population (dernière pop. légale) | Densité (hab./km2) | Modifier                                    |
| ----------------------------------------- | ---------- | --------------------------- | ---------------- | --------------------------------- | ------------------ | ------------------------------------------- |
| Saint-Apollinaire (bureau centralisateur) | 21540      | Dijon Métropole             | 10,24            | 7 517 (2022)                      | 734                | modifier les données · modifier les données |
| Arc-sur-Tille                             | 21021      | CC Norge et Tille           | 22,71            | 2 590 (2022)                      | 114                | modifier les données · modifier les données |
| Arceau                                    | 21016      | CC Mirebellois et Fontenois | 21,60            | 990 (2022)                        | 46                 | modifier les données · modifier les données |
| Beaumont-sur-Vingeanne                    | 21053      | CC Mirebellois et Fontenois | 11,72            | 198 (2022)                        | 17                 | modifier les données · modifier les données |
| Beire-le-Châtel                           | 21056      | CC Mirebellois et Fontenois | 19,25            | 907 (2022)                        | 47                 | modifier les données · modifier les données |
| Belleneuve                                | 21060      | CC Mirebellois et Fontenois | 14,47            | 1 575 (2022)                      | 109                | modifier les données · modifier les données |
| Bèze                                      | 21071      | CC Mirebellois et Fontenois | 23,40            | 730 (2022)                        | 31                 | modifier les données · modifier les données |
| Bézouotte                                 | 21072      | CC Mirebellois et Fontenois | 1,10             | 202 (2022)                        | 184                | modifier les données · modifier les données |
| Blagny-sur-Vingeanne                      | 21079      | CC Mirebellois et Fontenois | 7,56             | 125 (2022)                        | 17                 | modifier les données · modifier les données |
| Bourberain                                | 21094      | CC Mirebellois et Fontenois | 30,71            | 388 (2022)                        | 13                 | modifier les données · modifier les données |
| Champagne-sur-Vingeanne                   | 21135      | CC Mirebellois et Fontenois | 13,25            | 313 (2022)                        | 24                 | modifier les données · modifier les données |
| Charmes                                   | 21146      | CC Mirebellois et Fontenois | 6,53             | 119 (2022)                        | 18                 | modifier les données · modifier les données |
| Chaume-et-Courchamp                       | 21158      | CC Mirebellois et Fontenois | 8,10             | 183 (2022)                        | 23                 | modifier les données · modifier les données |
| Cheuge                                    | 21167      | CC Mirebellois et Fontenois | 8,88             | 119 (2022)                        | 13                 | modifier les données · modifier les données |
| Couternon                                 | 21209      | CC Norge et Tille           | 6,81             | 1 903 (2022)                      | 279                | modifier les données · modifier les données |
| Cuiserey                                  | 21215      | CC Mirebellois et Fontenois | 6,33             | 174 (2022)                        | 27                 | modifier les données · modifier les données |
| Dampierre-et-Flée                         | 21225      | CC Mirebellois et Fontenois | 9,45             | 136 (2022)                        | 14                 | modifier les données · modifier les données |
| Fontaine-Française                        | 21277      | CC Mirebellois et Fontenois | 30,66            | 888 (2022)                        | 29                 | modifier les données · modifier les données |
| Fontenelle                                | 21281      | CC Mirebellois et Fontenois | 10,14            | 169 (2022)                        | 17                 | modifier les données · modifier les données |
| Jancigny                                  | 21323      | CC Mirebellois et Fontenois | 6,95             | 153 (2022)                        | 22                 | modifier les données · modifier les données |
| Licey-sur-Vingeanne                       | 21348      | CC Mirebellois et Fontenois | 3,39             | 100 (2022)                        | 29                 | modifier les données · modifier les données |
| Magny-Saint-Médard                        | 21369      | CC Mirebellois et Fontenois | 10,87            | 339 (2022)                        | 31                 | modifier les données · modifier les données |
| Mirebeau-sur-Bèze                         | 21416      | CC Mirebellois et Fontenois | 22,19            | 1 937 (2022)                      | 87                 | modifier les données · modifier les données |
| Montigny-Mornay-Villeneuve-sur-Vingeanne  | 21433      | CC Mirebellois et Fontenois | 30,83            | 384 (2022)                        | 12                 | modifier les données · modifier les données |
| Noiron-sur-Bèze                           | 21459      | CC Mirebellois et Fontenois | 11,80            | 228 (2022)                        | 19                 | modifier les données · modifier les données |
| Oisilly                                   | 21467      | CC Mirebellois et Fontenois | 5,97             | 125 (2022)                        | 21                 | modifier les données · modifier les données |
| Orain                                     | 21468      | CC Mirebellois et Fontenois | 13,67            | 89 (2022)                         | 6,5                | modifier les données · modifier les données |
| Pouilly-sur-Vingeanne                     | 21503      | CC Mirebellois et Fontenois | 10,56            | 136 (2022)                        | 13                 | modifier les données · modifier les données |
| Remilly-sur-Tille                         | 21521      | CC Norge et Tille           | 9,80             | 979 (2022)                        | 100                | modifier les données · modifier les données |
| Renève                                    | 21522      | CC Mirebellois et Fontenois | 14,40            | 482 (2022)                        | 33                 | modifier les données · modifier les données |
| Saint-Maurice-sur-Vingeanne               | 21562      | CC Mirebellois et Fontenois | 17,38            | 198 (2022)                        | 11                 | modifier les données · modifier les données |
| Saint-Seine-sur-Vingeanne                 | 21574      | CC Mirebellois et Fontenois | 18,69            | 376 (2022)                        | 20                 | modifier les données · modifier les données |
| Savolles                                  | 21595      | CC Mirebellois et Fontenois | 3,12             | 146 (2022)                        | 47                 | modifier les données · modifier les données |
| Tanay                                     | 21619      | CC Mirebellois et Fontenois | 12,65            | 221 (2022)                        | 17                 | modifier les données · modifier les données |
| Trochères                                 | 21644      | CC Mirebellois et Fontenois | 5,10             | 167 (2022)                        | 33                 | modifier les données · modifier les données |
| Varois-et-Chaignot                        | 21657      | CC Norge et Tille           | 10,10            | 2 068 (2022)                      | 205                | modifier les données · modifier les données |
| Viévigne                                  | 21682      | CC Mirebellois et Fontenois | 13,43            | 252 (2022)                        | 19                 | modifier les données · modifier les données |
| Canton de Saint-Apollinaire               | 2121       |                             | 483,81           | 27 606 (2022)                     | 57                 | modifier les données                        |

## Démographie
En 2022, le canton comptait 27 606 habitants, en évolution de +1,11 % par rapport à 2016 (Côte-d'Or : +0,82 %, France hors Mayotte : +2,11 %).
| 2013   | 2018   | 2022   |
| ------ | ------ | ------ |
| 26 896 | 27 534 | 27 606 |